# 186P/Garradd
186P/Garradd, a volte anche indicata come cometa Garradd 1, è una cometa periodica del Sistema solare, appartenente alla famiglia delle comete gioviane. È stata scoperta il 25 gennaio 2007 dall'astronomo australiano Gordon J. Garradd, dal Siding Springs Observatory.
Dopo aver effettuato un primo calcolo dell'orbita, Maik Meyer ha trovato alcune immagini della cometa risalenti al 1975 ed al 1996. Ciò ha permesso di assegnare la denominazione definitiva alla cometa già un anno dopo la sua scoperta. L'orbita percorsa dalla cometa, calcolata tenendo conto anche delle immagini di pre-scoperta, è caratterizzata da un periodo di circa 11 anni, da una distanza perielica di oltre 4 UA e da una eccentricità molto bassa, che la rende quasi circolare. Queste caratteristiche l'accomunano alla cometa 111P/Helin-Roman-Crockett.
Nel 2027 compirà un passaggio relativamente ravvicinato di Giove che ne ridurrà leggermente il periodo.